# 尼俄伯号小巡洋舰
尼俄伯号小巡洋舰是德意志帝国于1890年代末至1900年代初所建造的十艘瞪羚级小巡洋舰的二号舰，以希腊神话人物尼俄伯命名。瞪羚级是早期无防护巡洋舰与通报舰的设计巅峰，结合了两种舰型的优点，成为德国舰队未来所有小巡洋舰的鼻祖。为了能与演习舰队（即公海舰队的前身）共同作战并作为一艘境外舰服役，它装备了十门105毫米40倍径速射炮，最高航速达21.5節（39.8每小時）。该舰历经了40年的漫长的职业生涯，曾先后在德国三个时期的海军、以及南斯拉夫和意大利海军服役。
尼俄伯曾在帝国海军的本土和海外水域服役，担任过多种角色，包括鱼雷艇的向导舰、演习舰队的侦察舰，以及东亚分舰队的驻地舰。第一次世界大战爆发后，该舰又加入了保卫德国北海沿岸的部队。至1915年底，它撤出现役，继而被用作各种司令部的指挥舰。尼俄伯号于1917年解除武装，但作为《凡尔赛条约》允许战后国家海军使用的六艘巡洋舰之一，它于1920年代初又进行了现代化改造并重新武装。
然而，该舰并未在魏玛国家海军服役，德国人于1925年将其售予了塞尔维亚人、克罗地亚人和斯洛文尼亚人王国（后称南斯拉夫）。在那里，它更名为达尔马提亚号，并投入南斯拉夫皇家海军服役，直至1941年4月，它在轴心国入侵南斯拉夫期间被意大利人俘虏。其后，它又以卡塔罗号（義大利語：Cattaro）为名投入意大利皇家海军服役，直至1943年9月意大利投降。占领意大利的德国人接收了该舰，并恢复其初始舰名。它曾短暂运用于亚得里亚海，至1943年12月在锡尔巴岛附近擱淺，继而遭英国的两艘鱼雷快艇摧毁。从1947年至1949年，尼俄伯号的残骸获打捞上岸并最终拆解报废。

## 设计
在为德意志帝国海军建造了鵟級巡洋艦和赫拉号通报舰之后，国家海军办公室的造舰局开始筹备一款新型的轻巡洋舰设计，该设计结合了两个舰种的最佳属性。设计者必须研发一款配备装甲保护的小巡洋舰，并具有舰队作战所需航速、火力和稳定性的最优组合，以及在海外德国殖民地站点间运行所需的续航能力。由此诞生的瞪羚级为德国舰队于1914年以前建造的所有小巡洋舰提供了官方设计基础。作为同级的第二个成员，尼俄伯号引进使用了水管锅炉，这大大增加了舰只推进系统的动力，从而提高了航速。
尼俄伯号的全长为105米，有12.20米的舷宽和5.03米的前吃水。其标准排水量2643吨，在满载情况下则可达2963吨。舰只的推进系统由泰格尔日耳曼尼亚股份公司生产的两台四缸三胀式蒸汽机组成，额定功率为8,000匹公制馬力（5,900千瓦特），最高速度达21.5節（39.8每小時）。发动机由八台桑尼克罗夫特燃煤水管锅炉提供动力。尼俄伯号可贮存500吨煤，故此得以10節（19每小時）的速度续航3,570海里（6,610）。舰只的标准船员编制则为14名军官及243名水兵。
尼俄伯号的主炮为单座安装、配备炮挡的十门105毫米40倍径速射炮。其中两门并排布置在艏艛前方，六门设于舰舯、每边各三门，以及两门并排布置在舰艉。它们的射程为12200米，并配备1000发弹药，其中每炮100发。该舰还装备有两具450毫米鱼雷发射管及八枚鱼雷，均以以浸没式安装在舷侧的船体内。在装甲方面，尼俄伯号受到20－25毫米厚的装甲甲板保护。司令塔的侧面有80毫米厚、顶面为20毫米厚。炮挡的厚度也有50毫米。

## 服役历史

### 建造及早年生涯

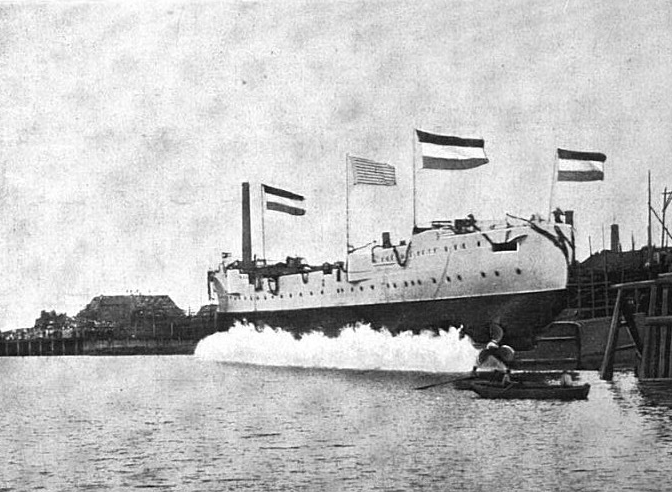
尼俄伯号的下水仪式

尼俄伯号是根据合同代号“B”作为新增编入舰队的单位订购，并于1898年8月30日在不来梅的威悉船厂开始架设龙骨。它于1899年7月18日下水，之后展开舾装工作。1900年6月25日，舰只在入役后开始海试，并一直持续至8月22日。此后它被安置在预备役。直至1901年4月11日，该舰才恢复服役，并于18日获委任为第一鱼雷艇区舰队的旗舰，以取代当时已破旧不堪的老迈通报舰闪电号。尼俄伯号担任此职至6月26日，在此期间，它参加了在波罗的海和卡特加特海峡举行的训练演习。6月28日，舰只脱离第一区舰队并护送皇家游艇霍亨索伦号前往挪威。但当德皇威廉二世的母亲维多利亚逝世后，此次出访被迫中断。然后，尼俄伯号加入了第一战列分舰队以参加8月末至9月初的年度舰队演习。演习结束时，德国人为俄国沙皇尼古拉二世的到访举行了海上阅兵；9月11日至13日，当威廉二世搭乘霍亨索伦号与尼古拉斯会晤时，尼俄伯再次受命护送他。尼俄伯号随后回到威廉港，从10月1日至1902年4月1日在当地的旱坞进行改造。
在尼俄伯号于1902年4月重返现役后，它回到了第一鱼雷艇区舰队，并驻扎在波罗的海。7月2日，它被调回第一分舰队参加年度训练演习，并在年底前进行冬季训练巡航。在此期间，时任海军少校的弗朗茨·冯·希佩尔曾担当该舰舰长。1903年初，尼俄伯号又再度回到第一鱼雷艇区舰队，并最后一次成为旗舰。海军原本计划派遣尼俄伯号介入1902－1903年的委内瑞拉危机，但事件在它行将出发前便已结束。结果，它于3月1日加入第一侦察集群的巡洋舰阵中共同展开了第二次挪威之旅。尼俄伯号留在第一侦察集群参加同年晚些时候的年度演习，并一直持续至1904年。在1904年8月至9月的舰队演习结束后，尼俄伯号于9月29日退役。它在接下来的两年中停止使用，并在此期间进行了大修。
1906年6月19日，尼俄伯号重新入役，作为东亚分舰队的一份子被部署至海外。它于7月9日离开威廉港，至9月8日与分舰队旗舰、装甲巡洋舰俾斯麦侯爵号会合。接下来的三年里，该舰都在中国和日本海域巡航；它在东亚分舰队的役期波澜不惊。1909年1月31日，尼俄伯号从德国在东亚的基地青岛驶出，启程回国。它于3月21日抵达基尔，且由于在海外的三年时间里损耗严重，因而在十天后便退役。

### 第一次世界大战

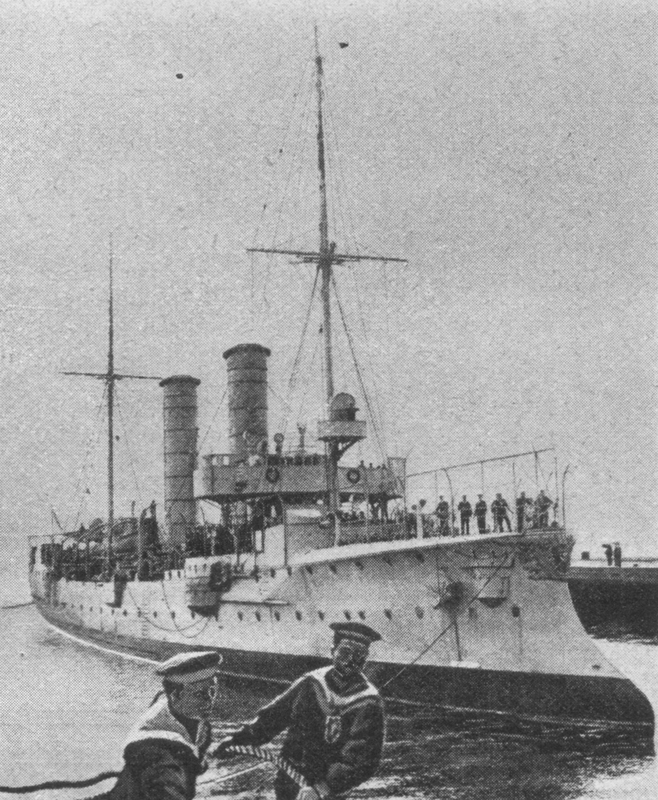
1902年的尼俄伯号

当第一次世界大战于1914年8月爆发后，尼俄伯被重新委派作海岸防御，并驻扎在德意志湾。从8月28日至9月2日，尼俄伯号的舰长还同时担任负责保卫亚德湾和威悉河口的鱼雷艇区舰队的指挥官。舰只于1915年9月5日撤出前线，并于四日后对船员进行了裁减。1916年1月14日，鱼雷艇区舰队的指挥官回到尼俄伯号，因其原本的旗舰，齐格弗里德号已退役。尽管如此，尼俄伯号仍然维持减员服役。从6月6日至7月3日，第四侦察集群指挥官、海军准将路德维希·冯·罗伊特及其随员曾临时将尼俄伯号用作他们的指挥舰。自8月20日起，舰只又成为第一侦察集群指挥官、此时已晋升为海军少将的希佩尔的指挥舰。
在此期间，希佩尔组建了北海防卫司令部（Befehlshaber der Sicherung der Nordsee）的办公室，同样驻扎在尼俄伯号舰上。1917年，舰只被解除武装，使其炮支能够用于加强威廉港的防御。同年10月，时任第一战列分舰队司令的海军少将弗里德里希·伯迪克登上尼俄伯号；这是由于公海舰队的大部已进入波罗的海发起阿尔比恩行动，因此由伯迪克暂时接管北海防卫司令部。希佩尔及其随员于1918年8月11日撤离尼俄伯号，并升任公海舰队总司令。北海防卫司令部则仍然保留在尼俄伯号舰上直至签署《停战协定》、宣告战争结束两个月后的1919年1月；然后它被转移至另一艘同样用作指挥舰的老旧前无畏舰——德皇威廉二世皇帝号舰上。尼俄伯号随即于2月3日退役。
战争结束后，尼俄伯号是《凡尔赛条约》获准保留的舰艇之一，因此得以继续在新组建的魏玛国家海军服役。在此期间，它进行了广泛的现代化改造；原有的撞角式舰艏被替换为飞剪形舰艏。旧式的105毫米40倍径炮则被替换为装备U艇的45倍径炮，并在甲板发射器中安装了两具500毫米鱼雷发射管。1925年6月24日，尼俄伯号正式从海军序列中除籍，继而售予塞尔维亚人、克罗地亚人和斯洛文尼亚人王国（后称南斯拉夫）。

### 南斯拉夫役期及二战
在第一次世界大战的最后几天，即奥匈帝国解体后，塞尔维亚、克罗地亚和斯洛文尼亚王国原本接受了前奥匈帝国海军的舰艇，但协约军很快便强占了大部分船只，并将它们分配至各个协约国。由于仅余十二艘现代化鱼雷艇，该国遂寻求更为强大的舰艇。因此，当德国于1925年将尼俄伯号挂牌出售时，南斯拉夫皇家海军便立即着手购买。鉴于德国被禁止出口武装军舰，尼俄伯号需要先被送往位于基尔的德意志船厂移除武装。舰只的司令塔同样遭到移除。它于1926年8月7日开始进行海试，然后移交予其新主人。9月3日，尼俄伯号被带到科托尔湾的蒂瓦特兵工厂。在那里，它被重新命名为“达尔马提亚号”，并在投入南斯拉夫皇家海军服役前获得了新的武器，但细节未予公布。据《康韦世界战舰大全》（Conway's All the World's Fighting Ships）称，它配备了六门斯柯达85毫米55倍径速射炮，以及最初是四门、后续又增加至六门的20毫米高射炮。海军历史学家亨利·兰顿认为主炮的口径是86毫米，为两用火炮，并有四门20毫米单装高射炮。另一位海军历史学家米兰·维戈（Milan Vego）则表示，舰只搭载有六门83毫米35倍径高射炮、四门47毫米炮和六挺机枪。历史学家艾丹·多德森认同维戈的观点，即舰只配备了六门83毫米炮，但他宣称这些火炮是斯柯达的M27型55倍径炮。多德森也同意它有四门47毫米炮，但指出其装备的机枪是两门捷克制15毫米ZB-60型重机枪。
入役南斯拉夫后，达尔马提亚号被委派为一艘炮术训练舰。1929年5月至6月，达尔马提亚号连同潜艇勇敢号、无惧号，以及潜艇母舰赫瓦尔号和六艘鱼雷艇，巡航前往马耳他、爱奥尼亚海的希腊岛屿克基拉島以及法属突尼斯的比塞大。据英国海军武官称，在到访马耳他时，这些舰只及船员给人留下了极佳的印象。1930年，达尔马提亚号完成了一次小改装，其前桅杆得到调整，包括增加了支撑支柱，把它变成了一个三脚架桅杆。在整个1930年代，该舰在地中海进行了数次训练巡航，在此期间，它曾在多个场合担任旗舰。

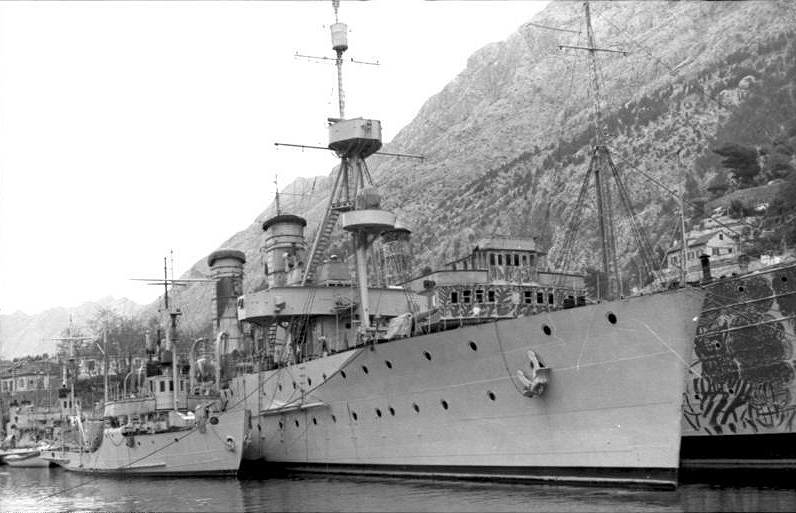
达尔马提亚号于1941年4月在科托尔

1941年4月，在轴心国入侵南斯拉夫期间，达尔马提亚号留在了科托尔，并未参与任何行动。它在当时已服役近四十年，只能留存于港口用作港湾防卫船，因其重型高射炮可以用来防御空袭。当南斯拉夫投降后，该舰于4月25日在科托尔被意大利人俘虏。它被更名为“卡塔罗号”投入意大利皇家海军服役，主要担任炮舰和炮术训练舰，母港设于普拉。1942年7月31日，卡塔罗号在伊斯特拉半岛的普雷曼图拉以南遭到英国潜艇旅行者号袭击，但后者发射的所有鱼雷均未能命中。
卡塔罗号之后的命运不详；据海军历史学家汉斯·H·希尔德布兰德等人表示，该舰可能被移交予克罗地亚独立国海军，以“兹奈姆号（Znaim）”之名被委任为训练舰。至1943年9月，当意大利向盟军投降后，使得德国可在亚得里亚海作战军舰大幅减少，舰只遂重返德国服役。它由德国和克罗地亚船员共同操作，并恢复尼俄伯号的名称及悬挂德国国旗。然而，根据特瓦多夫斯基的说法，该舰一直在意大利人手中，直至德国于1943年9月将其缴获，继而才以兹奈姆号之名移交克罗地亚独立国海军，然后再收回，并于此后的某个时间恢复其原名。多德森认同该舰一直在意大利人手中直至投降，并表示当时它正在普拉进行锅炉维修。在落入德国人手中后，关于其命名应是存在着一些争论，纳粹德国海军曾考虑使用“森塔号”（Zenta）或“诺瓦拉号”（Novara）来纪念前奥匈帝国海军的巡洋舰，但最终决定恢复其原名。根据福莱沃格尔的说法，报道中提及的舰名“兹奈姆号”（Znajm、Zniam或Znijam）在克罗地亚语中没有任何意义，甚至可能与布雷艇龙号或森塔号（Senta）混淆。
无论如何，舰只的武器在离开意大利役期后再次进行了修改，这次包括有六门84毫米高射炮、四门47毫米高射炮、四门厄利孔20毫米机炮和二十六门布雷达20毫米机炮，并于11月8日投入使用。9月21－22日夜晚，于其仍在改装期间，两艘英国鱼雷快艇——MTB-226和MTB-228号在扎达尔西北袭击了该舰，但未获成功。尼俄伯号之后开始在亚得里亚海为船队提供护航，第一次是在11月13日，以支持秋季雷暴行动（Herbstgewitter）。这支船队由若干运输船组成，负责将第71步兵师分别运往茨雷斯、克尔克和洛希尼各岛。
12月19日，由于导航错误，尼俄伯号于傍晚18:00左右在锡尔巴岛附近擱淺。船员们向普拉请求拖船，但它们无法将舰只松动。当地的游击队员向英国人通报了该舰的位置，三天后，英国鱼雷快艇MTB-276和MTB-298号对舰只发动袭击，并以两枚鱼雷取得命中，而停泊在旁边协助打捞工作的拖船帕伦佐号（Parenzo）也被第三枚鱼雷击中并沉没。尼俄伯号共有19人在袭击中阵亡。德国人当即弃舰撤离，仅留下一个小队负责移除或摧毁舰载武器和其他设备。在德国人完全撤离之前，舰只的残骸遭到他们进一步破坏，后来又被游击队拆作备件。尼俄伯号的残骸一直留在锡尔巴岛，直至1947年才开始打捞工作。至1952年，它最终被抬起并拆解报废。